# 10181 Davidacomba
10181 Davidacomba este un asteroid din centura principală de asteroizi.

## Descriere
10181 Davidacomba este un asteroid din centura principală de asteroizi. A fost descoperit pe 26 martie 1996 la Prescott de Paul G. Comba. Asteroidul prezintă o orbită caracterizată de o semiaxă mare de 2,21 ua, o excentricitate de 0,10 și o înclinație de 5,3° în raport cu ecliptica.